# シャルル・ド・ゴール
シャルル・アンドレ・ジョセフ・マリー・ド・ゴール（フランス語: Charles André Joseph Marie de Gaulle、1890年11月22日 - 1970年11月9日）は、フランスの政治家、陸軍軍人。同国第18代大統領（在任：1959年1月8日 - 1969年4月28日）。通称ド・ゴール将軍（le général de Gaulle）。フランスで単にル・ジェネラル（le Général）と呼べばド・ゴールを指す。
1940年5月のナチス侵攻による本国失陥後、イギリス・ロンドンにてロレーヌ十字の自由フランスを樹立してレジスタンスと共闘し、臨時政府で最初の首相となった。その後は議会との対立により辞任したものの、1958年5月危機をきっかけに再び首相に就任した後に憲法改正を実施し、1959年1月に第五共和政で最初の大統領に就任した。任期中はアルジェリアの独立の承認・フランスの核武装・NATOの軍事機構からの離脱などを実現した。フランスでは救国の英雄として絶大な尊崇を集め、20世紀のフランス史上最高の政治家の一人と見做されている。

## 経歴

### 生い立ち
1890年11月22日、ノール県リールにて、イエズス会学院の校長として歴史科を教えていた父アンリ・ド・ゴールと、母ジャンヌ・マヨーの間に生まれた。当時は露仏同盟の時代であった。
ジャンヌはノール県の名門実業家と姻戚関係にある（Les Maillot-Drouers, les Kolb-Bernard, les Gustave de Corbie）。ジャンヌから5親等辿ったところに、ソジェンからインドシナ銀行重役として派遣されたオクタヴ・オンベルグ・パパがいる。その子であるオクタヴ・オンベルグ・ジュニアは世界恐慌の時にラザードとフランス植民地金融社を創業した。ロレーヌ地方の金融勢力はド・ゴールの政治生命に関わる存在でありつづけた。
父のアンリは医学博士・理学博士・文学博士の3つの博士号を持っていた。また、アンリは普仏戦争に騎兵中尉として参戦して負傷し、祖国の敗戦を経験している。幼少のド・ゴールを度々戦跡に連れて行くなどの軍人教育を行った。祖父のジュリアンは著名な歴史学者だったという。曽祖父はルイ16世の法律顧問で、フランス革命時に投獄された。
ド・ゴールはフットボールと文学が好きな少年であり、16歳の時には「悪しき出会い」と題された戯曲(1930年にドイツ軍がフランスを侵略するという、いわば仮想戦記)がコンクールで一等に入賞した。25フランの賞金は自書の出版に用いられた。

### 軍歴

#### 第一次世界大戦まで
幼い頃より歴史に関心を持ち、コレージュ・スタニスラスを経て、1909年9月にサン・シール陸軍士官学校に入学した。卒業後は1912年9月に歩兵第33連隊に陸軍少尉として配属されたが、歩兵第33連隊はのちのヴィシー政権の指導者となるフィリップ・ペタンの連隊だった。第一次世界大戦では大尉としてドイツ軍と戦い、1916年にはヴェルダン戦で部隊を指揮した。ド・ゴールは最も厳重な捕虜収容所だったインゴルシュタット城の牢獄「天女の宿」で生活しており、戦中5回脱獄を図ったものの全て失敗した。1916年3月2日にヴェルダンのドゥオーモン要塞付近で捕虜となったド・ゴールはインゴルシュタット第9要塞捕虜収容所、ドイツ中部クローナハのローゼンベルク捕虜収容所、インゴルシュタットとニュルンベルクの中間にあるヴァイセンブルク近郊のヴュルツブルク捕虜収容所などを転々とし、この間に5回もド・ゴールは脱走しているが、その度に連れ戻されてようやく休戦を迎えた。

#### ポーランドから中東へ
戦後はポーランドの軍事顧問となり、同国へ赴任した。当時ポーランドは革命ロシア赤軍の侵攻を受けており、首都のワルシャワまで迫られていた（ポーランド・ソビエト戦争）。ド・ゴールはこの戦いで活躍し、「ポーランド軍少佐」の称号を得ると共に、ポーランド政府から勲章も授与された。1921年にド・ゴールは帰国し、サン・シール陸軍士官学校の軍事史担当教官として勤めた。同年4月7日にイヴォンヌ・ヴァンドルーと結婚した。この年に弟のピエール・ド・ゴールがユニオン・パリジェンヌへ入行した。
1922年11月、フランス陸軍大学校入学。1924年10月、陸大卒業。そして数年の間ペタンに買われ軍事教育を担い、「戦闘行為と指揮官」という特別講演も行った。1926年にレイモン・ポアンカレ内閣が預金供託金庫と別個の独立償却金庫を廃して「国防証券管理・たばこ産業経営・公債償却のための独立金庫」を創設し、旧オスマン帝国領から莫大な財源を得た。1929年11月にド・ゴールがベイルート・キャンプで軍事情報を管理した。1931年11月にパリの軍事最高会議事務局に入る。1932年12月にド・ゴールは中佐となり、軍事最高会議事務長に就任した。1934年に『機甲化軍にむけて』、1938年に『フランスとその軍隊』を執筆した。アドルフ・ヒトラーはド・ゴールの著書である『職業的軍隊を目指して』を読んで感銘を受けたが、著者はアンリ・ジローだと勘違いしていた。前後して1934年にエルヴェ・アルファンがオスマン債務管理局の廃止されたトルコに派遣されている。1937年12月に大佐となった。

#### 電撃作戦の推進
1939年9月に第二次世界大戦が勃発し、まやかし戦争と呼ばれるにらみ合いののち、1940年5月にドイツ軍のフランス侵攻が始まった。「マジノ線」をドイツ軍は機動力のある装甲部隊で迂回し、フランス軍はわずか1か月間で敗北した。開戦直後の5月15日に「モーター大佐」のド・ゴールは新編の第4機甲師団長に任命されており、そこで戦車の集中運用を行った。ソンム県アブヴィル近辺の反撃では、ソンム川南岸の敵橋頭堡3つのうち2つまでを取り返した。その後間もなくド・ゴールは陸軍次官に任命され、部隊の指揮を離れた。

### 自由フランスと制憲議会

#### 亡命政権とアフリカ
1940年6月には同年3月のエドゥアール・ダラディエの辞任により新たに首相に就任したポール・レノー率いる新内閣の国防次官兼陸軍次官に任命され、フランス軍史上最年少の49歳で少将（旅団将軍）となった。ドイツ軍によるフランス侵攻に対するイギリス軍の協力を得るためロンドンに飛び、ウィンストン・チャーチル戦時内閣と交渉を開始する。その中で、合法的に英仏連合軍の指揮権の統合・亡命的性格の政策・英仏連合（フランスとイギリスとの政治統合構想）に奔走した。イギリス側の閣議決定後にフランス政府の避難先のボルドーに向かったが、レノー内閣は英仏連合の案件と休戦派の圧力で総辞職し、次官職を解かれた。

自由フランス旗

6月15日に首都のパリが陥落すると、やむなくド・ゴールはイギリスへ召還された連合軍顧問のイギリス陸軍将校のスピアーズ将軍に同伴して亡命することを決断した。そしてロンドンに亡命政府の「自由フランス」を結成し、BBCラジオを通じて、対ドイツ抗戦の継続とヴィシー政権への抵抗をフランス国民に呼びかけた。こうした情報戦をアンドレ・ドゥヴァヴラン（パッシ大佐）がさらに展開した。彼は、ロスチャイルド家と古くから姻戚のヴォルム銀行（Banque Worms）を代理する立場にあった。ヴィシー政権の主要な閣僚は同行から出ていた。翌1941年10月25日にド・ゴールはジャン・ムーランと会見し、1つの大きな組織である「レジスタンス国民会議」を作る為にムーランを極秘でフランス本土に派遣する。同年、エルヴェ・アルファンがド・ゴールの経済顧問となり、ヴォルムとロスチャイルドの共同出資によりSNPA（エルフ・アキテーヌの前身。いわゆるFRANCAREP）が設立された。パッシ大佐はSNPAの監査役となった。

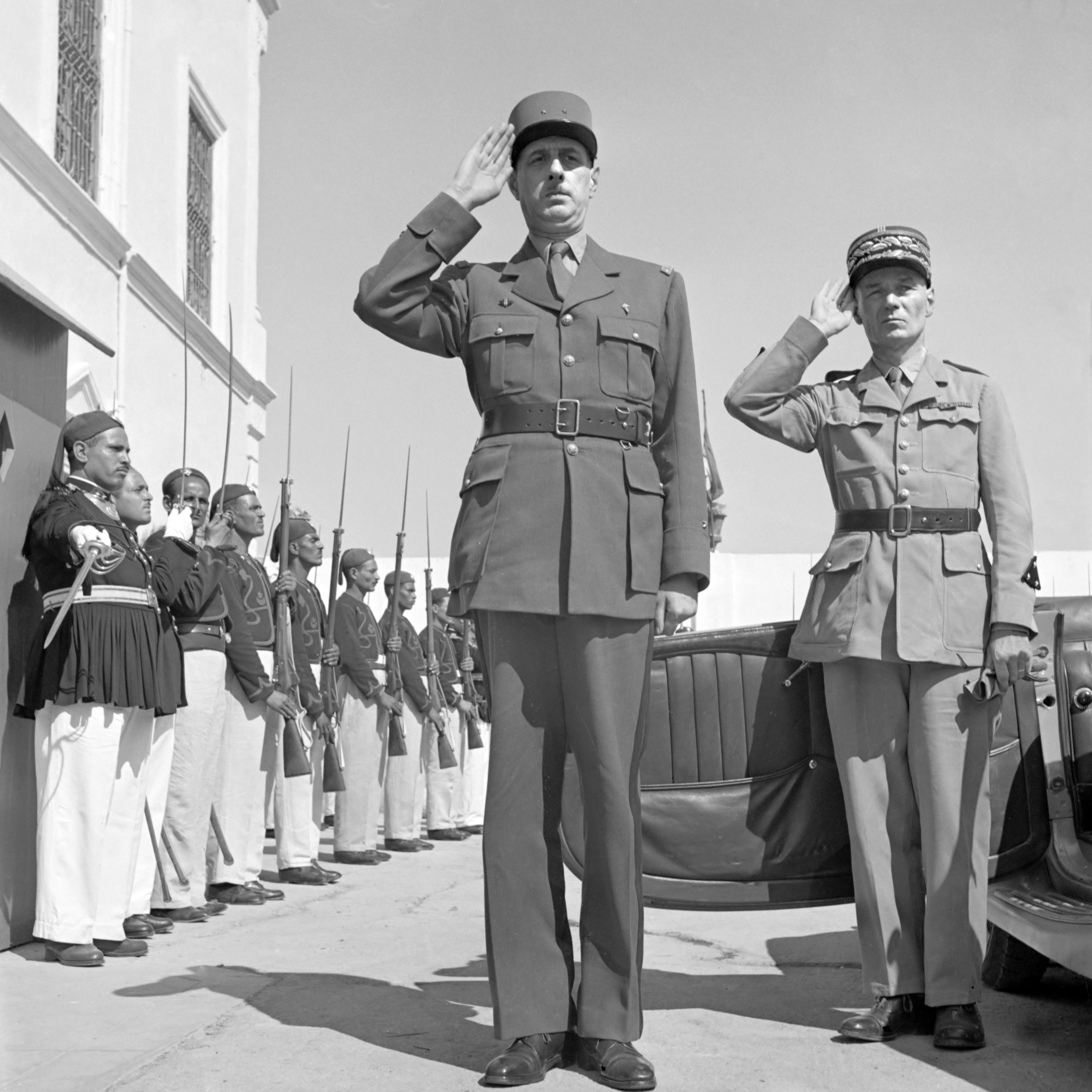
チュニジアで指揮を執るド・ゴール。右はチュニジア総督のシャルル・マス（1943年）

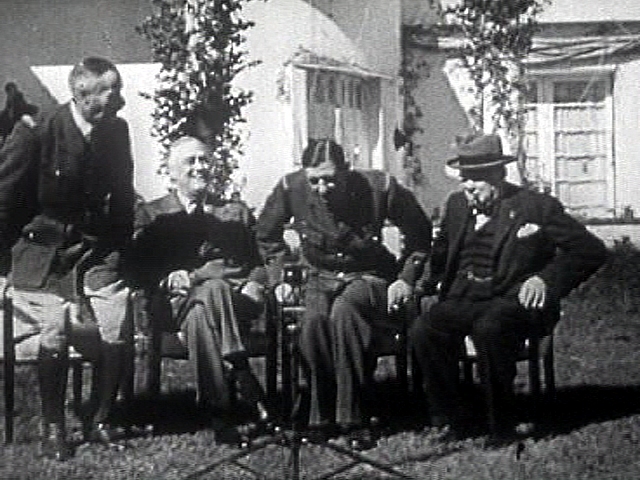
カサブランカ会談でイギリスの首相チャーチル、アメリカの大統領ルーズベルト、アンリ・ジローと共に（1943年）

ド・ゴールは自ら自由フランス軍を指揮してアルジェリア、チュニジアなどのフランス植民地を中心とした北アフリカ戦線で戦い、対独抗戦を指導した。しかしフランス領インドシナ、マダガスカルを初めとする植民地・フランス本国のフランス軍の多くは中立を維持するかヴィシー政権に帰属した。その後自由フランス軍は連合国と共同でフランス植民地のガボン・マダガスカルを攻略した。1942年にはアルジェリアでフランス海軍の大将フランソワ・ダルランが連合国側につき、北アフリカのフランス主席となったが暗殺された。この暗殺の背後にはド・ゴールの関与があったという説もある。陸軍大将であるアンリ・ジローがダルランの後継となり、ド・ゴールとフランスを代表した。

#### 地中海の政治・経済
1943年1月、フランスの指導者を決める為のカサブランカ会談が開催されたが決着しなかった。5月にフランス国内のレジスタンス組織全国抵抗評議会はド・ゴールをレジスタンスの指導者と決定したが、6月にアルジェリアで結成されたフランス国民解放委員会はド・ゴールとジローを共同代表とした。この二頭体制は11月にジローが辞職するまで続いた。委員会は翌1944年にフランス共和国臨時政府に改組され、ド・ゴールが代表となった。
1944年6月、連合軍によるヨーロッパ大陸への再上陸作戦・ノルマンディー上陸作戦が成功した。その後ドゴールは祖国に戻って自由フランス軍を率い連合軍と共に戦い、同年8月25日にパリを解放した。翌26日にエトワール凱旋門からノートルダム大聖堂まで凱旋パレードを行い、シャンゼリゼ通りを埋め尽くしたパリ市民から熱烈な喝采を浴びた。
フランス解放後に臨時政府がフランスの統治を行うこととなり、制憲議会は満場一致でド・ゴールを臨時政府の主席に選出した。ド・ゴールは自由フランス時代から第三共和政の議会制度には欠陥があると主張していたため、他の指導者・政党の意見を無視することが多くなり、とりわけ社会党 (SFIO)・共産党から批判を受けた。ド・ゴールは経済政策としてエメ・ルペルク蔵相を用いた。エメは1923年からシュナイダー家でキャリアを積み東ヨーロッパに確固たる地盤を築いていた。そしてド・ゴールは1945年10月、ミシェル・ドブレのデクレでフランス国立行政学院（ENA）を設けてエリート官僚が主導する格差国家としてフランスを運命づけた。社会党が軍備費を20パーセント削減する予算を提案するに及び、ド・ゴールは予算案に反発して1946年1月に突如として首相を辞任した。
制憲議会が制定した草案が否決され、再度行われた制憲議会選挙で人民共和派が躍進した。ド・ゴールは自らの憲法構想を表明するようになった（1946年6月16日バイユー演説など）。ド・ゴールは政府と大統領の権限を強化し、政府内部での統一が図られるべきだと主張したが、実際に採択されたフランス第四共和政憲法には反映されなかった。彼はこの信念から1947年にフランス国民連合（略称RPF）を結成した。この前後に渡ってド・ゴールは財政を支配して、1945年にルノーを、1948年にエールフランス航空を国営化した。翌1949年8月4日にシコバンを創設し、この間には閨閥も固めた。1946年に長女のエリザベートが軍人のアラン・ド・ボワシューと結婚した。ボワシュー家はシュナイダー家と姻戚関係にある。ボワシュー家のミシェル（Michel de Boissieu、1917 - 2009）はロスチャイルドのペナロヤで専務理事となる。1947年に長男のフィリップがモンタランベール家の娘と結婚。モンタランベール家は1929年4月から既にヴァンデル家と姻戚であった。
ド・ゴールはマーシャル・プランを受け入れ、ジャン・モネが独占資本のさらなる育成計画を立案した（モネ・プラン、1948年 - 1953年）。1951年に欧州石炭鉄鋼共同体が誕生した。1952年には欧州防衛共同体の批准を拒んだ。1955年にザール独立が住民投票で阻止され、ド・ゴールは「公的生活から引退する」と宣言した。1956年からはボワシューがアルジェリア戦争で軍を指揮した。

### 第五共和制初代大統領として

#### 再登板とリュエフ
1958年5月、アルジェリアのフランス植民者（コロン）がアルジェリアの独立運動に対抗するためアルジェリア駐留軍と結託して本国政府に反旗を翻し、「ド・ゴール万歳」を唱えてフランス本土への侵攻計画を立てた（アルジェ動乱）。現地駐屯の落下傘連隊がコルシカ島を占領し、鎮圧に向かった共和国保安隊も到着後反乱軍に同調し、フランス本土に脅威を与え始めた。そこで当時の首相ピエール・フリムランと大統領のルネ・コティは軍に顔の利くド・ゴールに出馬を要請した。
「現在の極めて困難な情勢の中で行動するために必要な全権」を求め、1946年憲法が「政党支配制（Régime des partis）」に他ならず、執行府により大きな安定性と権威とを与えるが、だからといって民主的であることをやめないような新しい政治体制に、座を譲るべきであると確信していた。ド・ゴールは首相指名を受けたあとの6月1日、国民議会に対して6か月間の全権委任を要求し、新憲法草案を提示した。議会はこれを承認してド・ゴールは正式に首相に就任した。この全権は1958年6月3日の憲法的法律によって承認された。ジャック・マシュ将軍やラウル・サラン将軍など駐留軍首脳部はこれを支持した。そして6月4日にアルジェのアルジェリア総督府からド・ゴールが「私は諸君を理解した！」と叫んだ。
ヨーロッパぐるみの周到な計画によりアルジェリア情勢は落ち着いたが、その全貌は説明しきれない。1958年からジャック・リュエフが動態の基軸をなしていた。レイモン・ポアンカレのときから政府の経済顧問であったが、フランス銀行副総裁の地位をヴィシー政権に追われた彼は、戦後にモンペルラン・ソサイエティーを主導し、1952年から10年もの間ヨーロッパ司法裁判所で判事を、1959年から翌年にかけてモナコ首相を務めた。リュエフ・プランがフランスの対外債務を償却した。

#### 第五共和政の成立
ド・ゴールは正規の形式に従って議会から憲法案を準備する権力の承認を獲得し、その憲法案は人民投票に付託されることになった。ド・ゴールが示した憲法草案では、大統領の権限を強化して議会の力を抑制する新憲法を立案し、直ちにこれは国民投票に付された。1958年9月に行われた国民投票で、新憲法は投票者の80パーセント近くもの賛成により承認された。同年10月4日にフランス第五共和政憲法が公布・制定され、ド・ゴールは第18代大統領に就任した（フランス第五共和政の成立）。
すぐ憲法評議会が設置された。これをローヌ・プーランやエッソの重役であったレオン・ノエルが主宰した。彼はペタンの死後に政権を継承するよう遺言された7人のうちの1人で、さらにフランス国民連合の指導者の1人でもあった。1949年に連合の全国評議会副議長となり、1951年から1958年まで下院議員を務めていた。
1958年9月、フランス領西アフリカおよびフランス領赤道アフリカの広大なフランス領の植民地に対し、フランス共同体の下での大幅な自治を認める第五共和国憲法の承認を求めた。急進的独立派だったセク・トゥーレ率いるギニアはこれを否決し単独独立の道を歩んだものの、それ以外の植民地はすべてこれを承認した。1959年9月、ド・ゴールはアルジェリア人に民族自決を認めると発言した。これにコロンは激しく反発し、1960年1月にアルジェ市でバリケードの1週間と呼ばれる反乱を起こした。1961年4月にアンドレ・ゼレール、ラウル・サラン、モーリス・シャール、エドモン・ジュオーの4人が反乱し、ド・ゴールが速やかに鎮圧した（将軍達の反乱）。右翼組織OASもテロによりアルジェリア領有の継続を主張したが、1962年にド・ゴールは独立を承認した。ド・ゴールはこの間に度々OASのテロと暗殺の標的となった（→詳細は「ジャッカルの日」項を参照）。1962年8月にパリ郊外のプティ＝クラマールで、乗っていた自動車がOASにより機関銃で銃撃されたが、ド・ゴールは九死に一生を得た（プティ＝クラマール事件）。

#### 独自路線

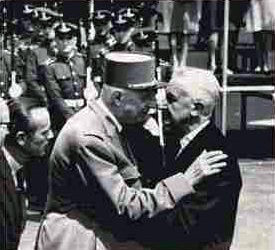
1964年、アルゼンチンの大統領アルトゥーロ・イリアと

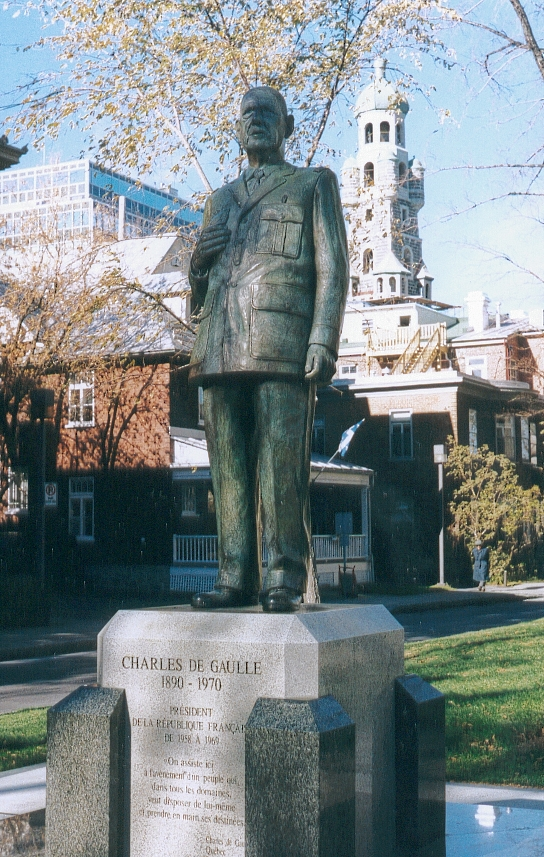
カナダのド・ゴール像

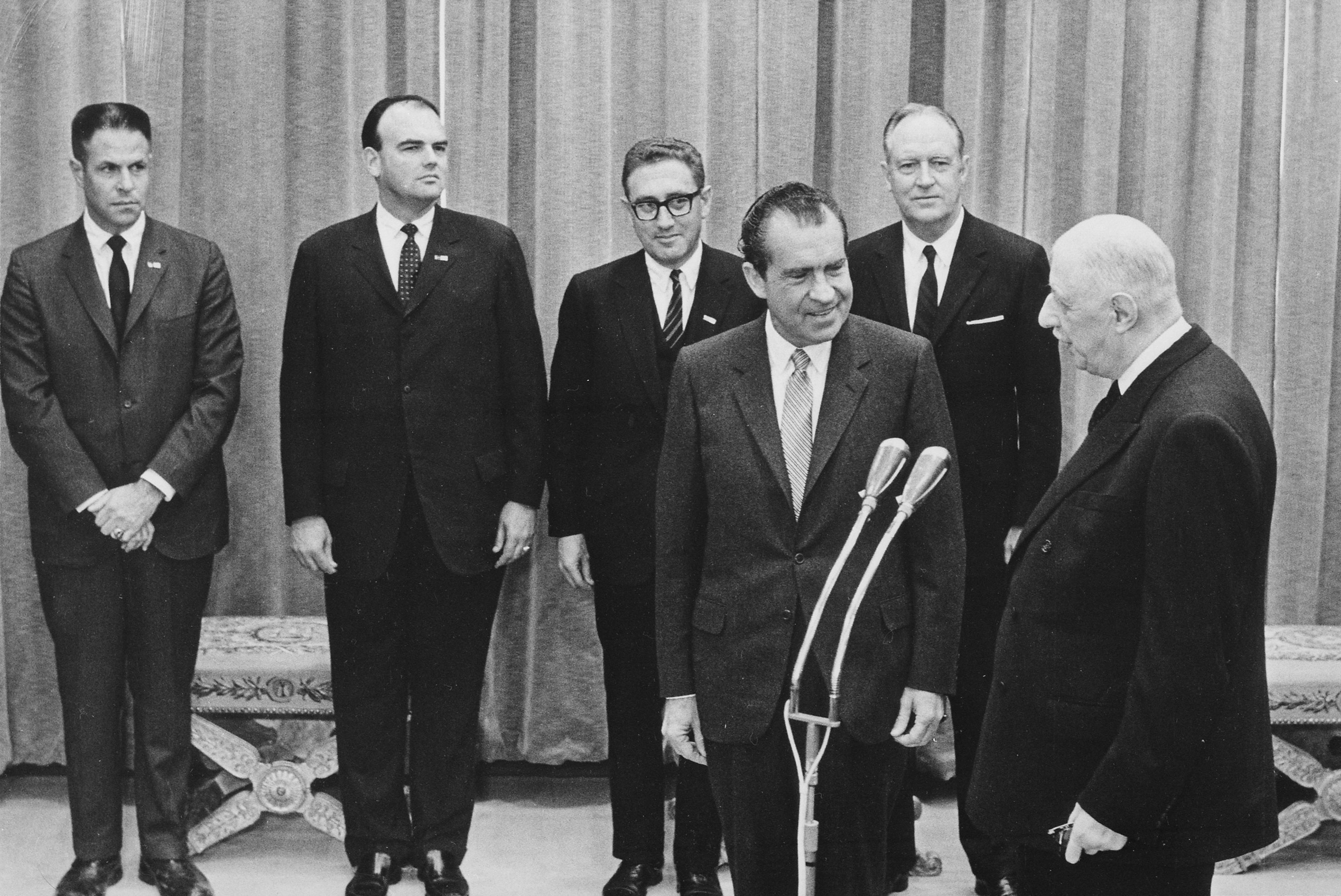
ド・ゴールとアメリカの大統領リチャード・ニクソン。後列中心にいるのはヘンリー・キッシンジャー

ド・ゴールを支えるフランスとベルギーの財界は冷戦の陰でヨーロッパ統合を推進し、再び地中海のビジネスを繁栄させようと考えていた。こうした思惑がド・ゴールの「独自路線」として実を結んだ。これがいわゆるド・ゴール主義であり、ド・ゴールは西ドイツと和解・協力を進める反面、東ヨーロッパ諸国も歴訪し、アメリカ主導の北大西洋条約機構（NATO）や国際連合に対して批判的な態度を取った。
1960年2月、フランスはサハラ砂漠のレガーヌ実験場で原爆実験に成功し、アメリカ合衆国・ソビエト連邦・イギリスに次ぐ核保有国となった。1963年8月の部分的核実験禁止条約には加盟せず、以降もアルジェリアなどで核実験を繰り返し、フランス領ギアナにギアナ宇宙センターを建設して宇宙開発も推し進めた。
1964年1月、イギリスを除く西側先進国では最も早く共産主義政権下の中華人民共和国を国家承認した。同年5月にキューバへ機関車を輸出する契約を締結し、アメリカ合衆国から非難された。9月からド・ゴールが直々に中南米諸国を歴訪した。1965年に仏ソ原子力平和利用協定を締結した。
1965年、アメリカ、フランス、イスラエルの諜報機関とモロッコの諜報機関が共謀してモロッコの反政府指導者メフディ・ベン・バルカを拉致・拷問後に殺害する事件が発生し、フランスの報道機関がこれをセンセーショナルに報道した。明らかな主権侵害である為、ド・ゴールは失態を晒した自らの国の情報機関を解散させた。またモロッコに関係者の引き渡しを求めたが、国王のハッサン2世は拒否したため、ド・ゴールはモロッコと断交した。
1966年7月にはフランスがNATOの軍事機構から脱退し（一般の政治部門には残留）、NATO本部がパリからベルギーのブリュッセルへ移転した。この時フランスは国際連合の分担金の支払いを停止し、アメリカと近い立場を取るイギリスのヨーロッパ経済共同体への加盟拒否も表明し、同年11月に仏ソ直通電話線設置協定に調印した。また当時激化していたベトナム戦争に対するアメリカの介入を批判してベトナムの中立化をアメリカに提案したが、受け入れられなかった。
1967年7月24日、モントリオール万国博覧会訪問のため訪れていたカナダのケベック州モントリオール市で群集を前に「自由ケベック万歳!」（Vive le Québec libre!）と声を上げ、カナダとフランスとの間の外交問題になっただけでなく、ケベック独立運動の火に油を注ぐ結果ともなった。9月にポーランドを訪問して体勢を立て直した。
1967年7月6日に勃発したビアフラ戦争で、フランスはビアフラの分離独立を支援した。これはビアフラにある石油利権を狙ったもので、ド・ゴールも腹心を通じて巧みに工作員を使い、ビアフラ分離独立運動を先導させ、資金・戦事物資をふんだんに送ったという証言がのちに出ている。結局アメリカ・イギリス・ソ連の支援を受けたナイジェリア連邦軍が優勢で、ビアフラは悲惨な飢餓状態に陥って崩壊し、独立はならなかった。

#### 五月革命と金戦争
金戦争（Gold war）は新聞が実際に用いた表現である。
世界的な学生運動の高まりと共に1968年5月に五月革命が発生した。フランス全土をストライキの嵐が襲い、ド・ゴールの政治生命は危機に陥った。そこで5月24日に国民投票を提案した。29日にバーデン＝バーデンに赴いて軍と連携し、翌日ジョルジュ・ポンピドゥー首相の説得で国民投票を翻意して議会解散を表明した。それに呼応したド・ゴール支持の大規模なデモが行われ、またオリヴィエ・ジェルマントマがソルボンヌ大学大講堂でド・ゴール支持の演説を行った。五月革命は急速に力を失い、ド・ゴールは議会選挙でも圧勝して危機を乗り越えた。しかしノール県のBSNはサンゴバンの買収に失敗した。翌1969年に彼が国民投票に付した上院および地方行政制度の改革案が否決された。同年3月に金価格が高騰して24時間のゼネストが巻き起こり、4月にド・ゴールは辞任した。
ド・ゴール主義と金価格の関係は、1948年にブレトン・ウッズ協定に対立する形でCFAフランの対ドル相場がフランスフランと乖離し、ド・ゴールを支える金融資本家の経済利権となったことに始まる。1952年と1958年のピネー国債は金価格に応じてスライドするものであった。ド・ゴールは証券収入について累進課税を適用しなかった。むしろ国債応募者の所得に応じて国債利率を引き上げたうえ、相続税と贈与税を減免した。1957年にセーヌ県で行われた調査によれば、1953年までに亡くなったわずか33人の相続人が、被相続人の購入した1952年国債について10億フランの相続税を免れた。この額はナポレオン戦争ののちに亡命貴族へ支払われた補償金総額に等しいが、デノミされて1000万新フランとなった。リュエフと19世紀以来の大資本が1960年前後にわたりアフリカで新たな利権を手にすると、1963年にド・ゴールが国際通貨制度を金本位制に戻そうと言い出した。そして1965年1月にフランス銀行が公然と財務省へ1億5,000万ドルをつきつけ正金へ交換した。翌月4日の記者会見にド・ゴールが登場し、「アメリカは基軸通貨という地位を利用してフランス経済を支配しようとしている」などと、疎い者を騙すような説明をした。アメリカ合衆国資本はリュエフ・プランが誘致したものであった。1967年10月にポーランド訪問とシュナイダー・コネクションが実を結び、ローマ教皇とギリシア正教総主教の会見が実現した。11月にはポンド危機に際してド・ゴールが金価格を2倍に引き上げるよう提唱した。翌1968年3月の7か国中央銀行総裁によるストックホルム会議で金の二重価格制が採用された。ユーロダラーのインフレーションはド・ゴール主義の集大成であった。

## 後世
1970年11月にド・ゴールが死去したのちもゴーリスト（ド・ゴール主義者、ド・ゴール派）はジョルジュ・ポンピドゥー率いる共和国民主連合に結集して議会内最大会派となり、ヴァレリー・ジスカールデスタンやフランソワ・ミッテランといった非ゴーリズム政権下においても共和国連合として議会に大勢力を維持し続け、ジャック・シラクの下で再び政権を握った。エンジニアのアンブロワーズはド・ゴールの政府でキャリアを積み、アルカテル・ルーセントの前身のCGEを経営しながらフランスの資本主義を動かした。彼の母はサノフィ創設者の1人であった。彼自身も金融家としてパリバやジェネラル・デ・ゾーなどの重役となった。

### 死去

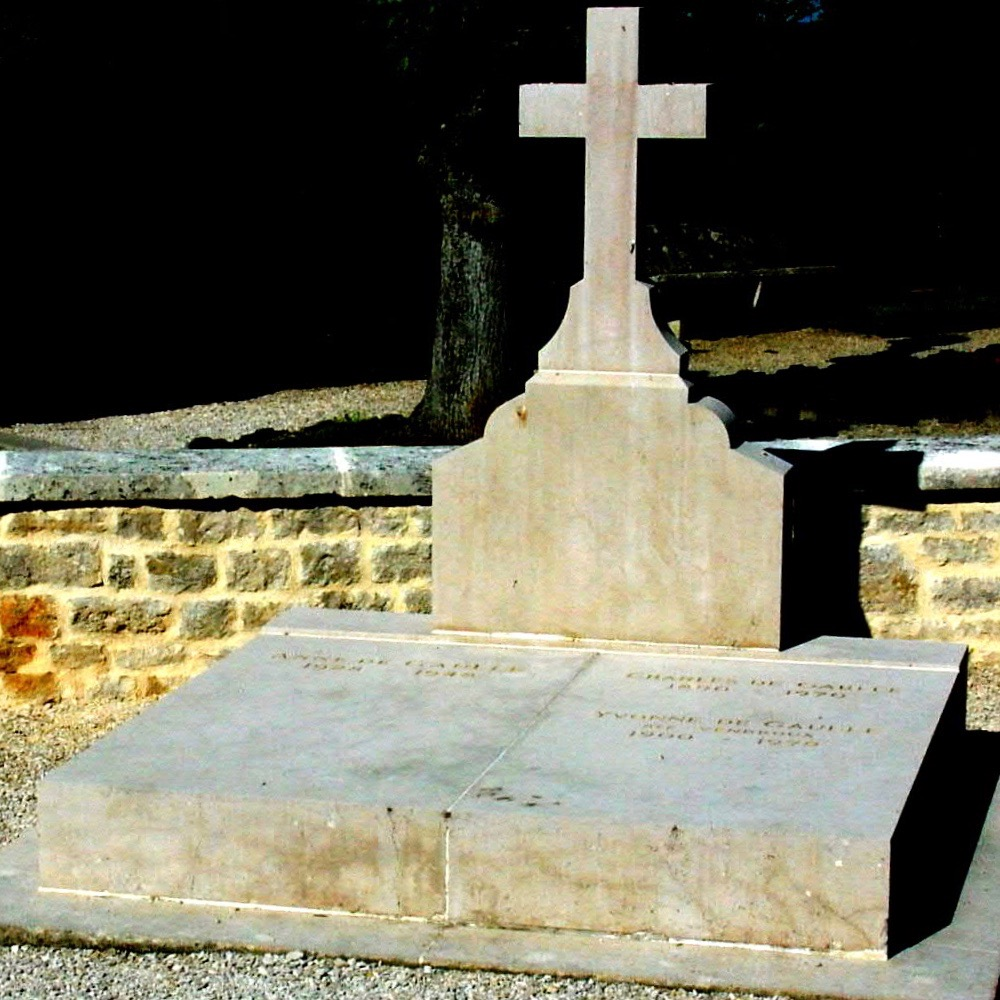
ド・ゴールの墓

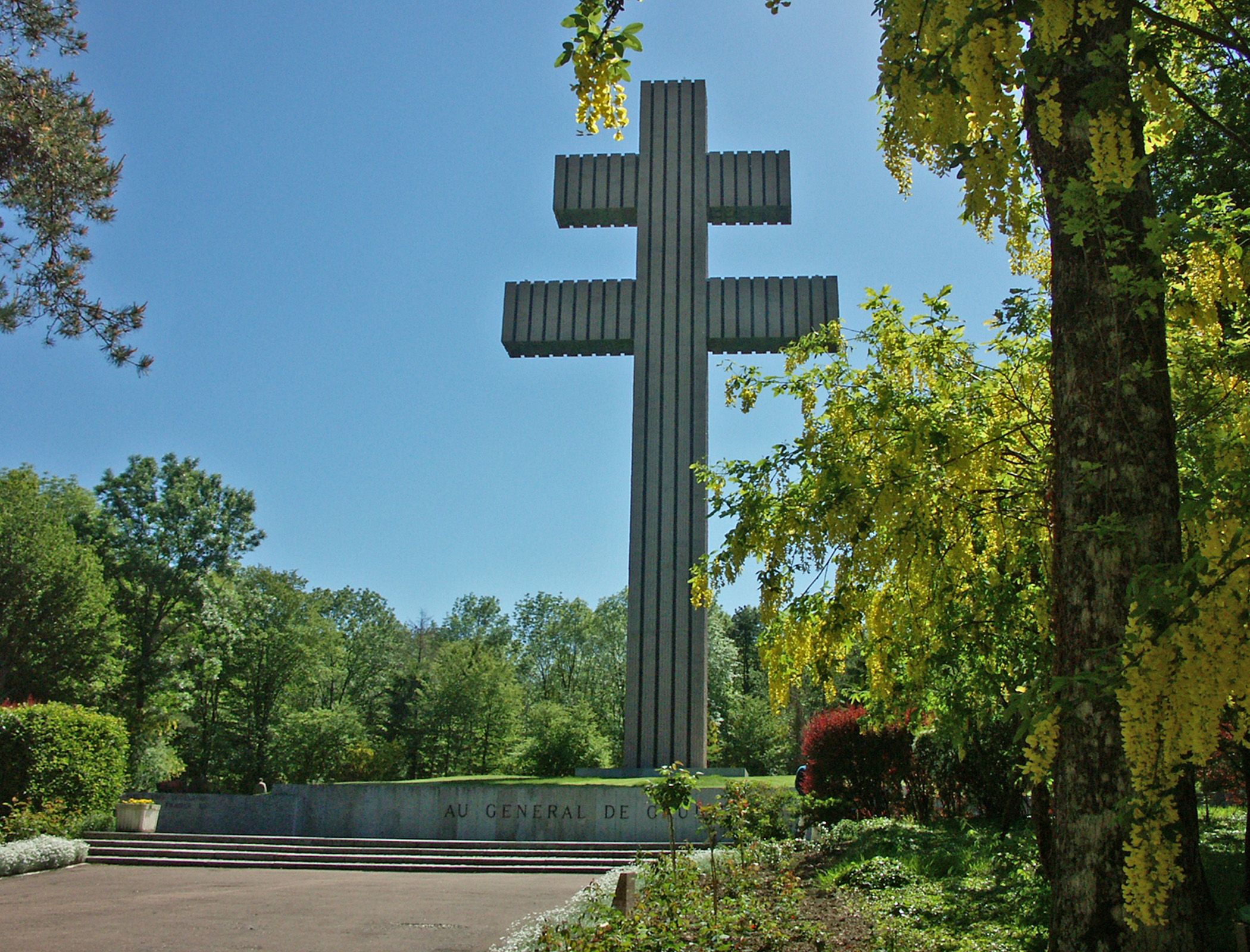
ド・ゴールが亡くなったコロンベ・レ・ドゥ・セグリーズには彼を記念した43メートルもの巨大なロレーヌ十字の十字架がある。

大統領辞任後は地方の山村コロンベ・レ・ドゥ・ゼグリーズに住居を移して執筆活動に専念し、翌1970年11月に解離性大動脈瘤破裂により79歳で死去した。『希望の回想』と題した回想録が未完の絶筆となった。
「国葬は不要。勲章等は一切辞退。葬儀はコロンベで、家族の手により簡素に行うように」という遺言に従い、簡素に行われた。霊柩は第4偵察連隊の装甲車によって運ばれた。
フランス政府の希望により、追悼式という形での国葬もパリ・ノートルダム寺院にて執り行われた。第二次世界大戦で同じ連合国のリーダーであった、チャーチルやアイゼンハワーの国葬より多くの政府参列者があった。理由として旧フランス植民地のアフリカ諸国や、軍事・経済で良好な関係を維持していた中近東諸国などからの参列が多かったことも挙げられる。墓地は希望通りコロンベ・レ・ドゥ・ゼグリーズにある。

### 論文・著書
ド・ゴールは歴史や文学に通じた一級の教養人で、その文章は多くの批評家（評論家）から評価されている。2014年1月にノーベル財団は1963年度のノーベル文学賞候補80人の中にド・ゴールが含まれていたことを発表した。
- 「敵方の不和」
- 「フランス要塞の歴史的役割」
- 「ドクトリンは先験主義たるべきか、状況主義たるべきか」
- 「うるわしき計画」
- 「戦争行動と指揮官」
- 「性格」
- 「威信」
- 「剣の刃」 - ドゴールを有名にした論文。のちに出版された。訳書は葦書房／文春学藝ライブラリー（文庫）
- 「職業の研究」
- 「ドイツにおける経済動員」
- 「職業軍の錬成」
- 「職業軍を目指して」‐ 訳書「職業軍の建設を」不知火書房
- 「機械化軍の将来」 - 戦車による機械化部隊の機動戦研究。
- 「いかにして職業軍をつくるか」
- 「フランスとその軍隊」 - 上官であったペタン将軍と決別するきっかけとなった論文。
- 「メモランダム」
- 「大戦回顧録」 - みすず書房 6巻組、新版1999年
- 「希望の回想」 - 執筆中に死去。1巻目のみ朝日新聞社

### 命名

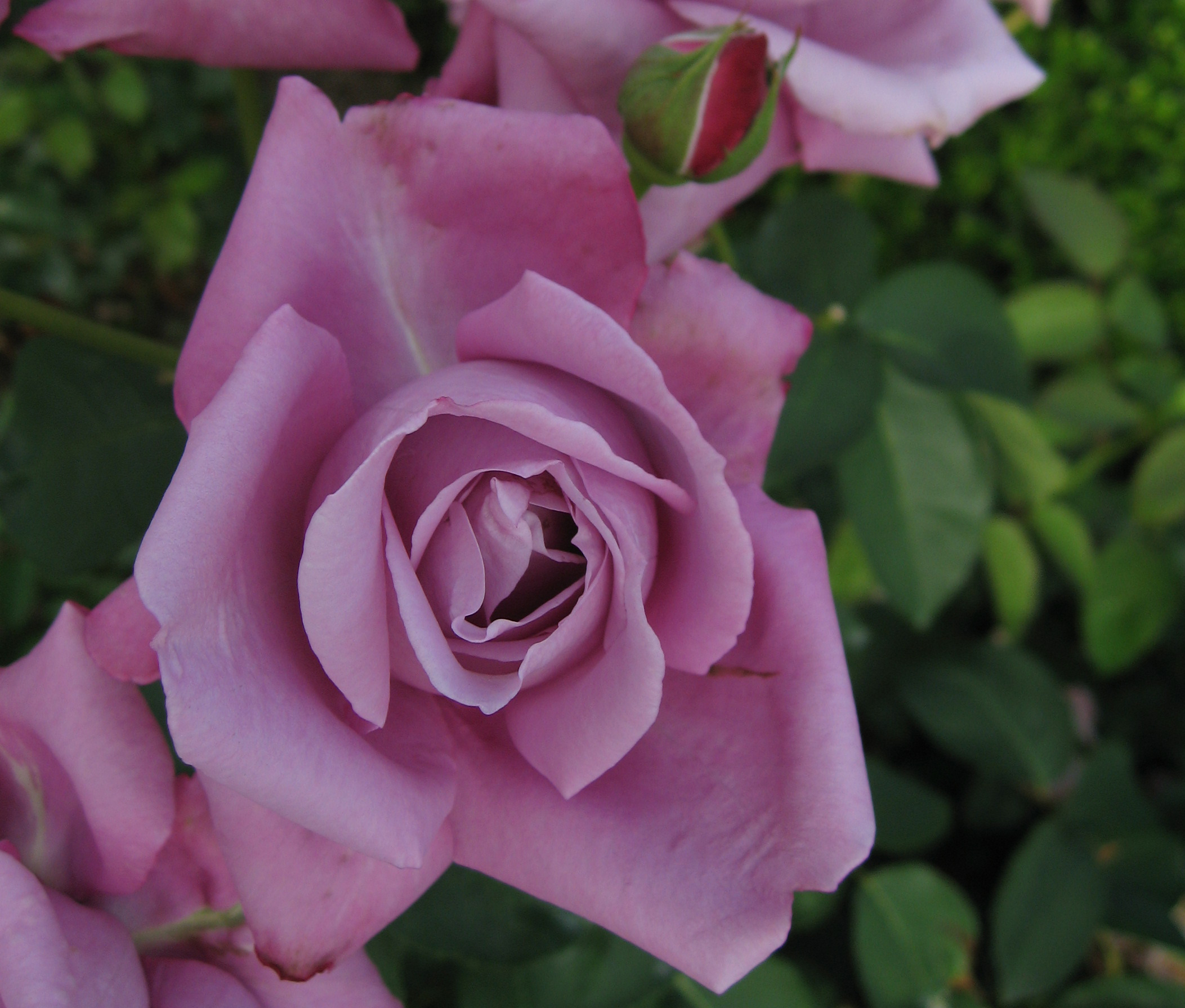
バラ、「シャルル・ドゴール」、HT、メイアン（1974）

フランス国民は彼の栄誉を讃え、ド・ゴールの名前を施設などに命名している。
- パリ＝シャルル・ド・ゴール空港 - パリ郊外にある国際空港。
- シャルル・ド・ゴール - フランス海軍の原子力空母。
- シャルル・ド・ゴール - 薔薇の品種。
- シャルル・ド・ゴール広場 - パリの名所エトワール凱旋門のある広場。シャンゼリゼ通りの入口で、かつてはエトワール広場と呼ばれていた。
- シャルル・ド・ゴール橋 - セーヌ川にかかる橋。

これらは主な例である。ほかにもフランス国内にはド・ゴールの名を冠した道路や広場が無数にある。またフランス国外でも、カンボジア・プノンペンのシャルル・ド・ゴール通りなど、フランス語圏や旧フランス植民地を中心にド・ゴール由来の名を冠した施設がある。

### エピソード
- 身長193センチメートルの長躯で、短躯であったナポレオン1世と度々比較される。容姿の面では古代ゴール人らしい顔つきをしているとされる。
- 陸士では「雄鶏（シラノ。フランスのシンボルの1つでもある）」「アスパラガス」「コネターブル：「大将軍」の意味。）」と呼ばれていたという。これらのあだ名は身長が193センチメートルあったという彼の体格に由来している。また陸大では「エッフェル塔大尉」という名で呼ばれており、当時フランス将校でもっとも背が高く、フランスで最も高い建造物であるエッフェル塔になぞらえたものである。ド・ゴールとエッフェル塔は、同じ1890年に誕生した。
- 陸大在学中に「勤勉にして敏鋭、博学。しかし友人との折り合いが悪く、性格的に円満を欠く」と評価されている。また、陸軍大を卒業したものの、ド・ゴールは「わが道を行く」という主義を強く持っていたため、陸軍上官との折り合いが悪く、大尉から少佐への進級に10年もかかってしまった。しかし、この間ものちに敵となるペタンはド・ゴールを可愛がっていたという。
- 独裁的かつ強権的な姿勢から、チャーチルやルーズベルトと衝突することが多く、特にルーズヴェルトはド・ゴールを「形式にこだわる旧世界的人物」「選挙で選ばれたわけではないのに指導者として君臨しようとしている」「あのような人物にはマダガスカルの知事でもさせておけばいい」[35]としてあからさまに嫌っていたという。しかし、チャーチル夫人はド・ゴール将軍の熱烈なファンだったという。
- 「我が道を行く」という姿勢をあらゆる局面で強固に貫いたこともあり、遭遇した暗殺未遂事件は第二次世界大戦中の事件も含めて31件に及ぶ。1962年8月22日にプティ＝クラマールで車での移動中に、4人組の暗殺者に機関銃を乱射されるという暗殺未遂事件に遭遇した際は、車内に銃弾を撃ち込まれながらも、運転手や同乗していた夫人ともども無事だった。車から降りて側近に怪我はないかと聞かれると、「4人がかりで人1人殺せないとは銃の扱いが下手くそなやつらだ」と述べたとされる。のちにド・ゴールが語ったところでは、彼が常に持ち歩いていた次女アンヌの遺影の額縁が被弾し、銃弾はそこで止まっていたという。
- 好物はシチュー・野菜と肉の煮込み・ロールキャベツなどで、アルコールはワインを少々飲んだ。食欲は極めて旺盛だったという。また。糖尿病を患っていたものの、規則正しい生活や食事療法によって血糖をうまくコントロールしていたという。
- フランスの核武装を推進したが、個人としては日本への原子爆弾投下のニュースを聞いた際、「人類を破滅させることを人間に可能せしめる手段」の登場に絶望感に襲われたことを、回想録の中で語っている。
- 最後に発した言葉は「背中が痛い！」で、これは心臓発作の際に妻に訴えた言葉である。
- ド・ゴールの死去は翌10日の昼に伝えられた。当時の大統領ポンピドゥーは「いまや、フランスは未亡人となってしまった」という格調高い演説を行った。
- 喫煙者であった[36][37]。

## 語録
- 「希望は消えねばならぬのか。我々は最終的には敗けるのか。否だ。フランスはひとりぼっちではない」
- 「偉大なことは、偉大な人間がいなければ決して達成されない。 そして、人間は偉大になろうと決意して初めて偉大になれるのだ」
- 「人はなろうとした人物しかなれない。だからといって必ずしもよい条件に恵まれるわけではない。しかし、なろうという意志がなければその人物には決してなれないのだ」
- 「イギリスと連合し、アメリカの巨大な産業を利用すれば、フランス軍を撃破した機械力をもってドイツ軍を敗北させ、勝利することができる。どんなことがあっても、フランスのレジスタンス（抵抗）の灯は消えてはならないし、消えないだろう」（1940年6月18日、BBCラジオでの演説）[38]
- 「フランスの名において、私は次のことを明確に宣言する。立て、フランスの兵士たちよ、諸君がどこにいようとも」（1940年6月19日、ラジオでの演説）[38]
- 「私、ド・ゴール将軍、今ロンドンにいる……」
- 「この戦争は不幸な我が国土だけに限られてはいない」
- 「この戦争の結末は、フランスの戦いによって決められたのではない。これはひとつの世界大戦である」
- 「フランスは戦闘には負けたが、戦争に負けたわけではない」
- 「なんですって？おしまいですって？では世界は？植民地は？」
- 「私はこの師団の師団長だったことを名誉に思う。フランスの最後の勝利を信じる」
- 「パリよ。パリは辱められ、パリは破壊され、パリは犠牲となった…しかしパリは解放された！自分自身の力で解放を勝ち取ったのだ、フランス全土の支援の下に、フランス人の力によって！戦うフランス、これぞ真実のフランスである。フランスよ永遠なれ！」[注釈 25]
- 「私はフランスだ」（ド・ゴールのゴールの名は、ローマ帝国時代に現在のベルギーからスペイン北部にかけての地域を指す「ガリア地方」に由来すると言われる。ガリア＝フランスそのものを示す場合があり、それをド・ゴール自身が意識していたようで、この種の発言がよく出たという。また、それゆえに誇り高く、軍人時代に上官と衝突する原因のひとつだったと言われる）
- 「フランスでの戦闘の指揮はフランス人が執らなくてはならない」（ノルマンディー上陸作戦の3日前、アイゼンハワーが彼に知らせず計画を進めていたことを知り、アイゼンハワーに詰め寄った時に発した言葉）
- 「フランスは戦闘に負けたが、戦争には勝った」[35]
- 「小国は大国になろうとし、強国は支配を望む」[39]
- 「独自の軍事力なくして国家の独立はありえない。また、国家の運命の支配者たりえない」
- 「独立独歩で強力なフランスが先頭に立つのでなければヨーロッパは存在しないし、その再建もありえない」[40]
- 「人格者は、困難にある種の魅力を感じるものだ」
- 「剣は折れた。しかし私は折れた剣の端を握って、あくまでも戦うであろう」
- 「246種類ものチーズがある国をどうやって治めればいいんだ」(1962年)

## 日本語伝記
2010年代以降刊行のものに限定。
- エリック・ルーセル 『ドゴール』（山口俊章・山口俊洋訳、「ガリマール新評伝シリーズ 世界の傑物7」祥伝社、2010年）
- ミシェル・ヴィノック『シャルル・ドゴール　歴史を見つめた反逆者』（大嶋厚訳、作品社、2021年）
- ジュリアン・ジャクソン『シャルル・ドゴール伝』（北代美和子訳、白水社（上下）、2022年）
- 佐藤賢一『ドゥ・ゴール』（角川選書、2019年／角川ソフィア文庫、2022年）
- 山口昌子『ドゴールのいるフランス─危機の時代のリーダーの条件』（河出書房新社、2010年）
- 渡辺和行『ドゴールと自由フランス 主権回復のレジスタンス』（昭和堂、2017年）
- 渡辺和行『ド・ゴール　偉大さへの意志』（山川出版社「世界史リブレット人」、2013年）
- 渡邊啓貴『シャルル・ドゴール 民主主義の中のリーダーシップへの苦闘』（慶應義塾大学出版会、2013年）
- 元老院議員私設資料展示館 - ド・ゴール伝

## 家族
1921年4月にイボンヌ・ヴェンドルーと結婚した。子供はフィリップ（1921年12月28日 - 2024年3月13日）、エリザベート・ド・ボワシュー（1924年5月15日 - 2013年4月3日）、アンヌ（1928年1月1日 - 1948年2月6日）の1男2女である。